# Radiša Ilić
Radiša Ilić (Bajina Basta, Serbia, 20 de julio de 1977-13 de marzo de 2025) fue un futbolista serbio. Jugaba de portero.

## Selección nacional
Fue internacional con la selección de fútbol de Serbia, con la que jugó un partido internacional, el cual fue el 6 de febrero de 2008 en el empate 1-1 ante Macedonia donde solo jugó en el primer tiempo, siendo reemplazado por Damir Kahriman.

## Clubes
| Club                 | País    | Año       |
| -------------------- | ------- | --------- |
| FK Sloboda Užice     | Serbia  | 1994-1998 |
| Partizan de Belgrado | Serbia  | 1998-2003 |
| National de Bucarest | Rumania | 2003-2004 |
| FK Borac Čačak       | Serbia  | 2004-2006 |
| OFK Belgrado         | Serbia  | 2006-2009 |
| Panserraikos         | Grecia  | 2009-2010 |
| FK Borac Čačak       | Serbia  | 2010      |
| Partizan de Belgrado | Serbia  | 2010-2013 |